# Sissel Møller
Sissel Møller (født 2. oktober 1994) er en dansk mellem- og langdistanceløber. Hun startede med at dyrke løb i 2016 for Team CAUG Guadalajara i Spanien, hvorefter hun kom  hjem til Danmark og løb for Skive AM, hvor hun efter et par år skiftede til AGF Atletik. Hendes primære distancer er 5000 og 10.000 meter og så har hun især gjort sig meget gældende i Cross. 

## Personlige rekorder
- 10KM : 35.32 min
- 5KM: 17.11 min

### Bedste resultater
Danske Mesterskaber:
- Dansk mester/Guld U23 10 km landevej 2016
- Dansk mester/Guld U23 Kort Cross 2016
- Sølv Danmarks Mesterskab Kort Cross 2016
- Sølv Danmarks Mesterskab 10.000 meter 2017
- Sølv Danmarks Mesterskab 10 km landevej 2018
- Bronze Danmarks Mesterskab Kort Cross 2018
- Bronze Danmarks Mesterskab Lang Cross 2018

### Landholdsudtagelser
- Nordisk Mesterskab 10.000 meter nr. 6 2016
- Nordisk Mesterskab Cross – nr. 8 2016
- Nordisk Mesterskab 10.000 meter nr. 4 2017
- Udtagelse Dansk Landshold og deltagelse i Europa Mesterskaberne Cross 2017